# 克里斯蒂安娜·维森廷·加约尼
克里斯蒂安娜·维森廷·加约尼（義大利語：Christiana Visentin Gajoni），出生於罗马，是意大利著名画家，属于早期的當代藝術风格。

## 生平
克里斯蒂安娜·加约尼（義大利語：Cristiana Gajoni）是女演员克里斯蒂娜·加约尼与作曲家阿尔贝托·维森廷之女。
她自幼便在其祖父Adriano Gajoni （法語：Adriano Gajoni）的画室中学习绘画，与在其祖父逝世后继续管理画室的门生们一同在米兰接受训练。她所创立的绘画风格被称为魔幻新写实主义。其后，她在巴黎的蒙帕纳斯学院（法語：Académie Montparnasse）接受了正式艺术教育。
起初，她专注于研究艺术门类中的静物画，尤其是描绘水果、花卉与各类无生命物体的绘画，并长期研习文艺复兴艺术大师的技法，从中汲取灵感。
克里斯蒂安娜·维森廷·加约尼年纪尚轻便开始其电影演员生涯，随后移居巴黎，在蒙帕纳斯学院继续深造绘画与素描，最终全心投入于绘画创作之中。
克里斯蒂安娜·维森廷·加约尼在韦特伊（法語：Vétheuil）设立了自己的艺术工作室，俯瞰着曾被克洛德·莫奈描绘过的向日葵田野。

## 艺术奖
- Salon d'Automne 在 Grand Palais 巴黎
- 3000 万朋友在巴黎，TF1 TV 电视节目 一等奖

## 画风
克里斯蒂安娜·维森廷·加约尼发展出一种基于极端新自然主义的绘画风格，专注于对物体细致入微的再现。然而，她在作品中融入了超现实主义与悖论式的元素，使画面呈现出微妙而神秘的氛围，营造出一种超越现实的感知体验。

## 批评性分析
克里斯蒂安娜·加约尼（義大利語：Christiana Gajoni) 的绘画作品如今被认为是当代欧洲绘画领域中最具一致性与哲学深度的贡献之一。她对神奇新现实主义 （法語：Néoréalisme Magique) 的建构，不是对模仿与想象之间的简单调和，而是建立在明确的本体论姿态之上：绘画作为对可见性、对身体、对现象与谜团之间边界的提问行为。在这个意义上，图像不仅仅是再现的手段，而成为表象现实与隐性深度之间张力的场域。
通过源自伦巴第学派并在巴黎训练中发展出的超写实技法，克里斯蒂安娜·加约尼 构建了一种以真实为基础却有意背离叙述功能的图像表面。物体、动物与人体常置于金色背景中，这种处理否定了传统的透视构图，使形象成为充满歧义的象征载体。她的绘画作品成为一种符号装置，每一幅作品都在结构上表现出双重性：形式上的严谨与语义上的瓦解并存。
这种艺术实践展现了一种暧昧现象学：肉体既是物质又是隐喻，对象既是遗物又是创伤，空间既是时间的暂停又是仪式的场域。从这个角度看，她的绘画图像成为不可见之剧场：主体性不再是表达，而是解体——有时以刻入材质中的面孔呈现，有时作为被沉默记忆穿越的形象出现。
在最具观念性的创作中，克里斯蒂安娜·加约尼 探索了创伤的图像学，以极端克制与强烈力量的语言呈现。谜团被浓缩于缺席之中：童年、启示与死亡并未被直接描绘，而是通过缺席与沉默的文法加以召唤。身份——如同图像本身——从不完全显现，而是作为等待、潜伏与语义层次的显露而存在。
在美学理论层面上，她的研究处于多种路径交汇之处：现象学美学（参见莫里斯·梅洛-庞蒂）、图像符号学（参见乔治·迪迪-于贝尔曼）、身体的本体论（参见让-吕克·南希），以及加斯东·巴什拉提出的“白日梦诗学”。
然而，正是在将绘画视为真理之地、超越再现功能的全然承担中，克里斯蒂安娜·加约尼 构建了一种真正哲学性的声音。在这个被图像过度生产与即时可视性主导的时代，她的作品重新确立了绘画作为门槛、启示行为与思维形式的地位。

## 展览
- 2002年  
  - 《未来主义之夜》（Soirée Futuriste），戏剧人物讽刺画展览，展出地点包括兰斯、巴黎、里昂、那不勒斯。
- 2001年  
  - 《CHRISTIANA》展览，Château-Landon空间[13]。
- 1999年  
  - 《另一边》（D'un Autre Côté），Château-Landon空间。
- 1998年  
  - 《CHRISTIANA》展览，Arts Lebaudy空间[14][15]
  - "Art Kanal 10"，开放日作品展览。
- 1994年  
  - 《巴克斯、宁芙与萨堤尔》（Bacchus, Nymphes et Satyres），"La Taverne" 地下展厅，波尔多。
  - 《螺旋》（Spyrales），新闻俱乐部展览，波尔多，国际新闻俱乐部协会。
- 1991年  
  - Studio Tamaso 展览，米兰。
  - Villa Litta Carini 展览，贝加莫。
- 1989年  
  - 克莱拉克市艺术沙龙联合展。
  - 秋季沙龙（Salon d'automne），巴黎大皇宫展览，《双镜像》（Les Deux Miroirs）获第三名。
- 1985年  
  - 舞台画家（Les Peintres du spectacle）展览，巴黎广播之家（Maison de la Radio）。
- 1981年  
  - 三千万朋友（30 millions d'amis）儿童联合展，参展作品为《画你的猫》，获一等奖。
- 1979年  
  - 圣方济各主题儿童理想绘画联合展，展出地点为圣科西马与达弥盎圣殿回廊。

## 链接
- 阿德里亞諾·加約尼